# IGS Herder
Die IGS Herder ist eine Integrierte Gesamtschule im Stadtteil Ostend von Frankfurt am Main. Namensgeber der Schule ist der Dichter, Philosoph und Theologe Johann Gottfried Herder. Der Name führt die Tradition des Gymnasiums Herderschule fort, das von 1911 bis 2005 im selben Gebäude bestand.

## Geschichte
Die Herderschule wurde im Deutschen Kaiserreich 1911 als Höhere Töchterschule der Stadt Frankfurt am Main gegründet, um Mädchen nach der Volksschule durch eine weiterführende Schule eine höhere geistige Bildung zu ermöglichen. Im Dritten Reich wurde die Herderschule als „Deutsche Oberschule“ ausgewiesen. Nach dem Zweiten Weltkrieg wurde sie zum Gymnasium für Mädchen. Zum Schuljahr 1968/69 wurde die Schule in ein koedukatives Gymnasium für Mädchen und Jungen umgewandelt. 2005 wurde die Herderschule wegen stark zurückgehender Schülerzahlen geschlossen und die verbliebenen Schüler von benachbarten Gymnasien übernommen, beispielsweise der Helmholtzschule.  Seit dem Schuljahr 2005/2006 ist die Schule eine integrierte Gesamtschule, zunächst als Außenstelle der IGS Nordend, seit 2008 als eigenständige IGS Herder.

## Lage
Die Herderschule wurde in einem dicht besiedelten Wohngebiet des Frankfurter Ostends errichtet, in dem seit Ende des 19. Jahrhunderts auch Industrie- und Gewerbegebäude bestanden, z. B. die nahegelegene Seifen- und Parfümfabrik J. G. Mouson & Cie. (ab 1881) im Bergweg (heute: Waldschmidtstraße) oder der nahegelegene Industriebetrieb der Naxos-Union (ab Mitte der 1870er Jahre) in der Wittelsbacherallee. Das Areal der Schule liegt im Carrée zwischen der Wittelsbacherallee im Westen, der Waldschmidtstraße im Norden, der Straße Unterer Atzemer im Osten und der Thüringer Straße im Süden. Die beiden letztgenannten Straßen schließen unmittelbar an den Zoologischen Garten Frankfurts an, während das Schulgelände direkt an die Liegenschaft und das Kirchenschiff der Allerheiligenkirche grenzt.

## Geschichte

### Kaiserzeit
Durch die erstmalige Zulassung von Mädchen zu staatlichen Oberschulen und Universitäten entstand ab 1909 ein hoher Bedarf an weiterführenden allgemeinbildenden Schulen für Mädchen, denen bis dahin lediglich die öffentliche Volksschule bis etwa zum 14. Lebensjahr offenstand. Engagierte Eltern, die ihren Töchtern eine höhere Schulbildung und den Weg zur Universität ermöglichen wollten, hatten bis dahin einen privat abgehaltenen Unterricht auf dem Niveau eines Realgymnasiums initiiert, der die Mädchen zum Abitur führen sollte. Der Unterricht wurde in der Regel in den Nachmittags- oder Abendstunden auf Honorarbasis durch entsprechend aufgeschlossene männliche Lehrer staatlicher Schulen erteilt. Die meisten Männer lehnten eine höhere Bildung von Mädchen jedoch grundsätzlich als überflüssig ab. Die Abiturprüfungen der privat unterrichteten Mädchen, die zumeist aus finanziell gut gestellten Familien kamen, erfolgten für Externe durch den Schülerinnen unbekannte Prüfer an staatlichen Realgymnasien, die bei Erfolg das Zeugnis der Reife ausstellten.
In Frankfurt am Main wurde der neue Bedarf an weiterführenden Mädchenschulen unter anderem durch die 1910/11 neu errichtete Herderschule in der Wittelsbacherallee 6–12 gedeckt. Die Schule bestand aus einem Hauptgebäude mit zwei Etagen und Walmdach sowie einem rechtwinklig angebauten Nebengebäude mit zwei Etagen. Koedukativer Unterricht, also der gemeinsame Unterricht von Mädchen und Jungen, war zu dieser Zeit nicht erwünscht.
Eine weitere Planung betraf die nahezu zeitgleich in der Nachbarschaft entstehende Helmholtzschule in der Habsburgerallee, eine Realschule für Knaben. Ab 1911 wurden die ersten Vorklassen dieser noch im Bau befindlichen Jungenschule innerhalb der Herderschule vorbereitet, deren Lehrer begannen dort mit der Organisation ihres ab 1912 eigenständigen Schulbetriebes.
Während des Ersten Weltkrieges engagierten sich Schülerinnen und Lehrer bei vielen Sammelaktionen für die Soldaten bzw. die Kriegswirtschaft. Zum Ende des Krieges ließen diese Aktionen jedoch immer stärker den längst verlorenen Krieg erahnen: 1918 sollten die Schülerinnen Laub sammeln, um es den Militärdienstpferden als Ersatzfuttermittel für nicht mehr vorhandenes Heu zukommen zu lassen. Weitere Sammelaktionen umfassten z. B. Altmetall, Altpapier, Fenstergriffe aus Messing, Lumpen, Brennnesseln als Ersatz für Baumwolle, Arzneipflanzen, Teekräuter... Im Zuge der Novemberrevolution wurden die Bildnisse des Kaisers auf Beschluss des Arbeiter- und Soldatenrates vom 23. November 1918 aus allen Klassenzimmern und Amtsräumen entfernt.

### Weimarer Republik
Bis 1920 wurde auch an den Schulen in jedem Jahr Anfang September der Sedantag gefeiert, ein Erlass des Kultusministeriums vom 26. August 1920 untersagte jedoch erstmals jede Schulfeier aus diesem Anlass. Stattdessen wurde ab 11. August 1920 jährlich der Verfassungstag (Weimarer Verfassung) gefeiert.
Nach dem Ersten Weltkrieg reformierte die Weimarer Republik sukzessive das deutsche Schulsystem; an der nach Geschlecht getrennten Organisationsform bestehender höherer Schulen änderte dies jedoch meist nichts. Stattdessen wurden versuchsweise Reformschulen wie die in relativer Nähe befindliche Frankfurter Reformvolksschule Röderberg (1921) eingerichtet, deren Unterricht mangels eigenem Schulgebäude zunächst in verschiedenen Schulen des Frankfurter Ostends stattfand, so auch in der Herderschule. Erst 1930 erhielt die neue Schulform als Reformschule Röderberg ein eigenes Schulgebäude am Bornheimer Hang, inklusive Schulparlament zur Förderung des Diskurses und einer Montessori-Klasse. Die Reformschulen boten die seinerzeit als fortschrittlich betrachtete Form des koedukativen Unterrichts, die von konservativen Kräften jedoch mit großem Misstrauen bis Ablehnung begleitet wurde.
Freunde der Schule und Eltern ermöglichten bedürftigen Schülern die Teilnahme am Aufenthalt im Kinderdorf Wegscheide.
1922 wurde die Herderschule erstmals mit einer schwarz-rot-goldenen Flagge ausgestattet, die neben der schwarz-weißen Flagge Preußens aufgezogen werden durfte. Die schwarz-weiß-rote Flagge des Kaiserreiches hingegen wurde untersagt. 1923 führte die auf den Ersten Weltkrieg und seine Folgen zurückzuführende Hyperinflation dazu, dass der Schulbesuch einer Schülerin oder der Kauf eines Schulbuches ihre Eltern erst Tausende von Reichsmark, dann Millionen und schließlich Milliarden kostete.
1925 wurde verfügt, dass jede höhere Schule der Stadt nur eine einzige Sexta (5. Klasse) mit maximal 55 Schülern einrichten durfte, die Schulen platzten aus allen Nähten.

### Drittes Reich
Nach dem 30. Januar 1933 änderten sich sukzessive die Bedingungen und der Charakter der Herderschule. Als erste sichtbare Maßnahme verschwanden die schwarz-rot-goldenen Flaggen der Weimarer Republik und wurden auf Anordnung des Reichspräsidenten  Paul von Hindenburg wieder durch die schwarz-weiß-roten Flaggen des Kaiserreiches ersetzt. Zusätzlich sollte – wo möglich – die Hakenkreuzflagge aufgezogen werden, 1935 bestätigt durch das Reichsflaggengesetz. Das am 7. April 1933 erlassene Gesetz zur Wiederherstellung des Berufsbeamtentums bildete die Grundlage für Versetzungen und Entlassungen jüdischer, sozialistischer oder pazifistischer Lehrkräfte. Unmittelbar darauf folgte am 25. April 1933 das Gesetz gegen die Überfüllung deutscher Schulen und Hochschulen, das die „Rassezugehörigkeit“ als Kriterium für den Zugang zu höheren Schulen und Hochschulen einführte. Ab dem 2. Mai 1933 hing das Bildnis von Reichskanzler Adolf Hitler neben dem des greisen Reichspräsidenten in den Schulklassen. Am 12. August 1933 wurde der Deutsche Gruß eingeführt.
Ab 1. Dezember 1933 musste jede Schülerin einen Pflichtbeitrag an den Volksbund für das Deutschtum im Ausland zahlen. Die während der Weimarer Republik eingeführte sexuelle Aufklärung im Schulunterricht wurde durch ministeriellen Erlass verboten. Nach Hindenburgs Tod am 2. August 1934 hatten die Lehrer Anweisung, während des Unterrichts 14 Tage lang eine Trauer-Armbinde zu tragen.
Zwischen 1933 und 1935 nahm der NS-Lehrerbund gezielt Einfluss auf die Lehrerschaft, um diese im Sinn der Nationalsozialisten zu schulen und zu überzeugen. Im Mittelpunkt standen dabei die Vererbungs- und Rassenlehre. Bis 1935 halbierte sich die Anzahl jüdischer Schüler an öffentlichen Schulen, nach den Novemberpogromen von 1938 gab es nahezu keine jüdischen Schüler mehr, die öffentliche Schulen besuchen durften.
Ab 1936/37 standen der Kirchenkampf und „gesinnungsbildende“ Fächer wie Deutsch und Geschichte im Fokus des NS-Regimes. In zunehmendem Maß kamen die Schülerinnen in Uniform zum Unterricht, der Bund Deutscher Mädel (BDM) übte auf sie einen weit stärkeren Einfluss aus als die Schule. Im Fach Familienkunde mussten die Schüler Sippschaftstafeln und Stammbäume ihrer Familien erstellen. Im Erdkunde-Unterricht war der Heimatbegriff die Basis für den propagierten Kampf um Lebensraum, die Verteilung der „Rassen“ auf deutschem Boden und die behauptete „Weltgeltung“ der Deutschen, bei der auch die Kolonialgeschichte breiten Raum einnahm. In der Mathematik wurden die Textaufgaben ganz auf NS-Ideologie getrimmt, dabei ging es beispielsweise um volkswirtschaftliche Betrachtungen „unwerten“ Lebens oder militärische Berechnungen.
Während des Zweiten Weltkrieges war ab 1941 die Druckschriftprüfstelle der Frankfurter Gestapo innerhalb des Schulgebäudes untergebracht. Dort wurden Publikationen aller Art geheimdienstlich geprüft und archiviert bzw. Maßnahmen eingeleitet, wenn Veröffentlichungen nicht der NS-Ideologie entsprachen.
Beim ersten britisch-amerikanischen Großangriff auf Frankfurt am Main mit 400–500 Bombern in der Nacht vom 4. Oktober 1943, bei dem etwa 4.000 Sprengbomben und etwa 25.000 Brandbomben abgeworfen wurden, gehörte das Ostend zu den am schwersten betroffenen Gebieten der Stadt. Die Herderschule wurde dabei schwer beschädigt.

### Herderschule 1945–2005
Die unmittelbaren Nachkriegsjahre waren maßgeblich durch den Wiederaufbau der Schule und einen oft improvisierten Unterrichtsbetrieb geprägt. Die Schulgebäude erhielten ein neues Dach, das erheblich flacher ausfiel. 1955 wurden die Wiederaufbaumaßnahmen an der Herderschule abgeschlossen, sie haben die Stadt 1.288.000 DM gekostet.
Die 1950er Jahre standen ganz im Zeichen des Jazz, Schülerinnen und Lehrkräfte der Herderschule besuchten über mehrere Jahre die Helmholtz Springtime Jazz Festivals in der Aula des benachbarten Gymnasiums für Jungen.
Per 1. September 1968 wurde in der Herderschule koedukativer Unterricht eingeführt, fortan erhielten erstmals auch Jungen Zugang zur Schule. Steigende Schülerzahlen ließen den Bedarf an weiteren Unterrichtsräumen wachsen, dem in den 1970er Jahren mit einem Erweiterungsbau im Schulhof Rechnung getragen wurde.
Im Jahr 2003 wurde bekannt, dass dem Gymnasium aufgrund schwindender Schülerzahlen die Schließung drohe. Ende April 2004 wies das Staatliche Schulamt auf Veranlassung der damaligen Hessischen Kultusministerin Karin Wolff die Schulleitung an, keine neuen Schüler mehr aufzunehmen.
Im Herbst 2004 beschloss die Stadtverordnetenversammlung, die Herderschule zu schließen, das Gebäude und -gelände jedoch teilweise der benachbarten Helmholtzschule (Gymnasium) und der Integrierten Gesamtschule (IGS) Nordend als deren Dépendance zugänglich zu machen. Beide Schulen litten unter chronischem Raummangel bzw. unter zu hohen Schülerzahlen. Leitung und Schüler- bzw. Elternschaft der Helmholtzschule zeigten an einer solchen Lösung jedoch kein Interesse.
Eine ausschließliche Nutzung durch die IGS Nordend oder die Gründung einer neuen IGS in den Räumlichkeiten der ehemaligen Herderschule bedurfte einer politischen Entscheidung, die in der CDU sehr umstritten war, da sie als Signal des Ersatzes eines Gymnasiums durch eine Gesamtschule angesehen wurde. Eine solche Änderung des städtischen Schulentwicklungsplanes musste durch das Stadtparlament erfolgen, bevor das Kultusministerium darüber entscheiden konnte.
Das sommerliche Abschiedsfest der Herderschule am 15. Juli 2005 stand unter dem Motto „Abschied von unserer Schule – Eine 94-jährige Tradition geht zu Ende“. Die verbliebenen Schüler wurden von benachbarten Gymnasien übernommen, so beispielsweise von der Helmholtzschule.

## IGS Herder
Das Schulgebäude und -gelände in der Wittelsbacherallee wird heute von der Integrierten Gesamtschule (IGS) Herder genutzt, die auch den Namenspatron übernommen hat. Der Schulbetrieb der IGS Herder wurde zum Schuljahr 2005/06 aufgenommen.